# Julius Seidler
Julius Seidler (* 24. Februar 1867 in Konstanz; † 12. Juni 1936 in München) war ein deutscher Bildhauer.

## Leben
Seidler, Sohn eines Händlers, wurde am 20. Oktober 1890 unter der Nummer 705 ins Matrikelbuch der Akademie der Bildenden Künste München als Student an der Bildhauerschule von Wilhelm von Rümann eingetragen. Nach erfolgreicher Karriere wurde er selbst Professor an der Akademie.
Er war seit 1892 als Bildhauer überwiegend in München tätig, wo er bis zu seinem Tod lebte. Seine plastischen Arbeiten, besonders aber seine Architektur-Plastik, auf die er sich spezialisiert hatte, entsprachen vornehmlich dem „typisch Münchner Stil“. Doch auch in anderen Orten Deutschlands findet man Werke von ihm. Bei einigen Bauwerken arbeitete er mit dem Architekten Max Littmann zusammen, z. B. beim Kurtheater Bad Kissingen (1905) oder beim Weimarer Hoftheater (1907).
Sein vier Jahre älterer Bruder Hermann Seidler (1863–1935) war als Maler und Keramiker in Konstanz geblieben.

## Werk (Auswahl)

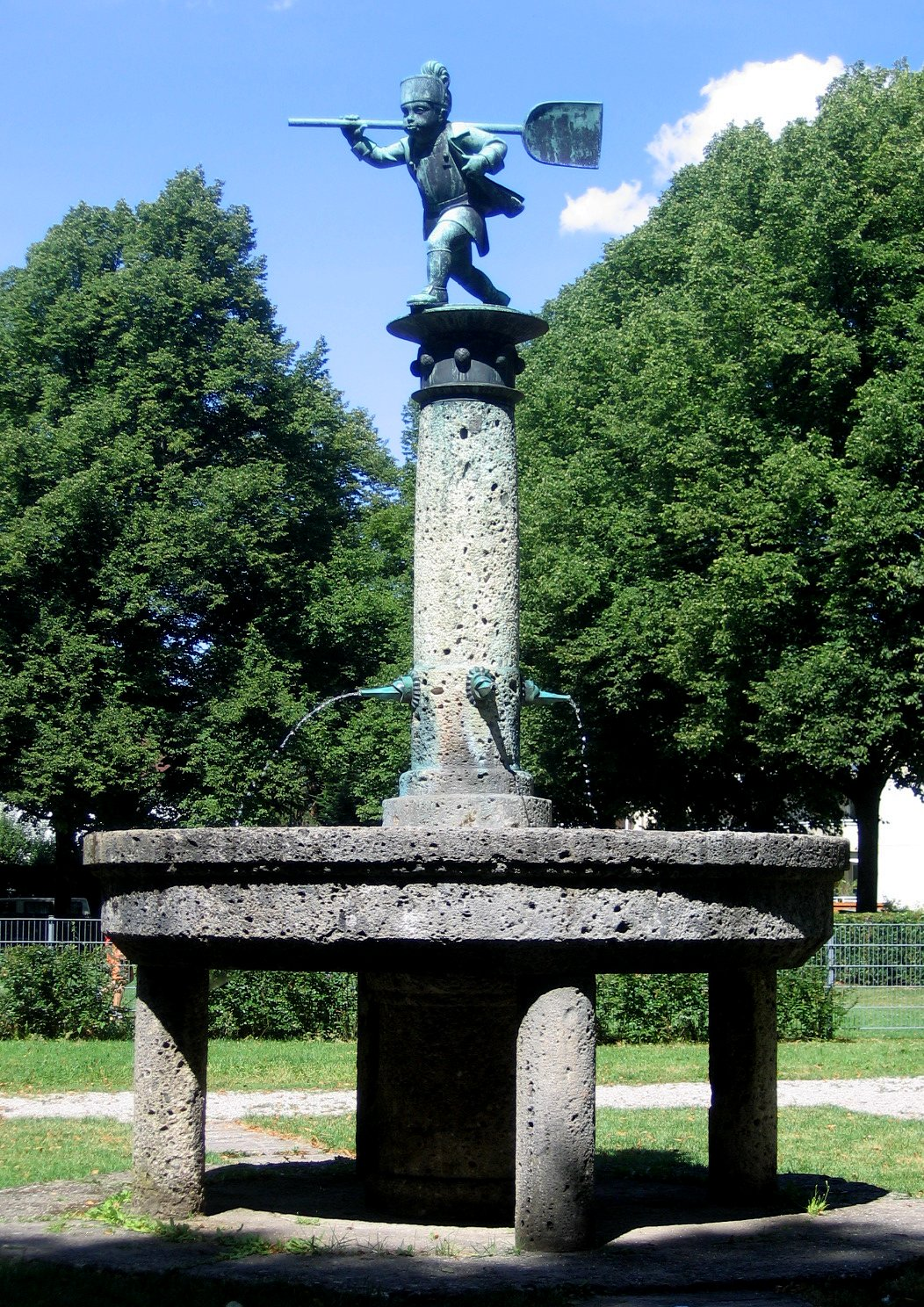
Schüleinbrunnen, München

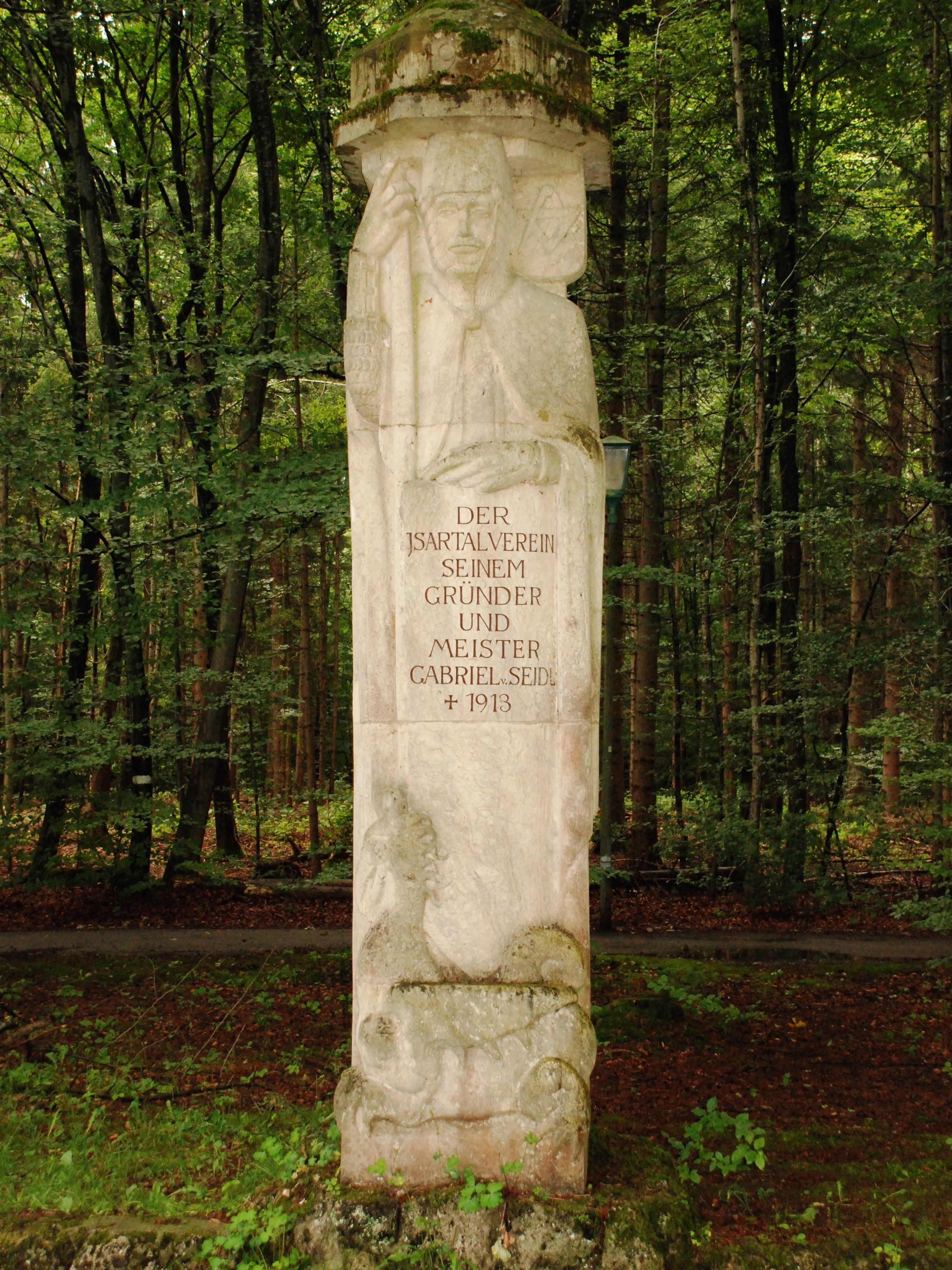
Gabriel-von-Seidl-Denkmal, Pullach

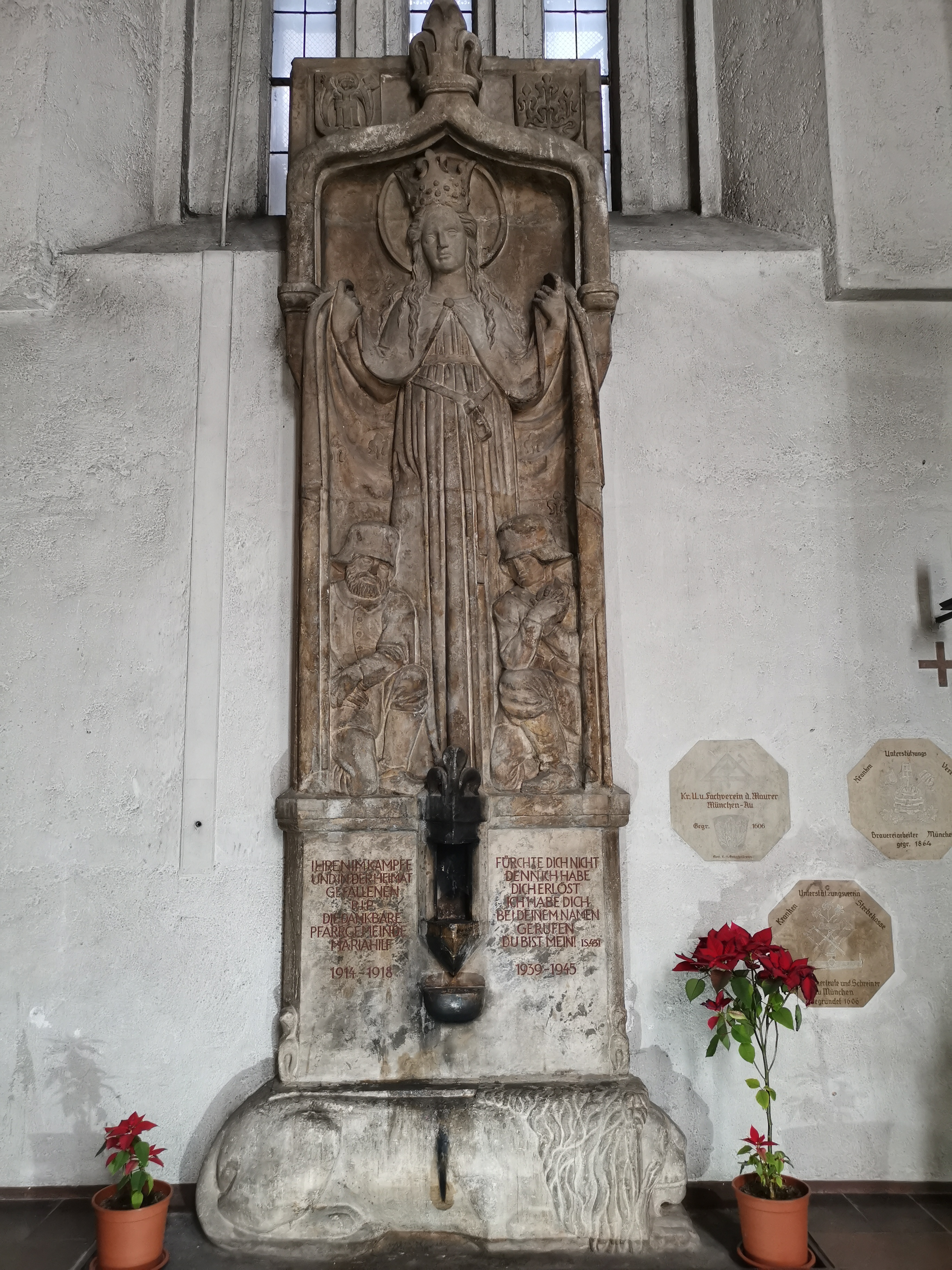
Kriegerdenkmal Mariahilfkirche in der Au (München)

- 1905: Fassadenschmuck und Putten auf der Attika des Kurtheaters in Bad Kissingen
- 1905: Stuckaturen und Flachreliefs an der Fassade der Obergeschosse des Ruffinihauses in München
- um 1905: Reiterrelief am Warenhaus Hermann Tietz in München, Bahnhofsplatz 7[4]
- um 1909: Vier Menschenalter und Vier Elemente an den Fensterpfeilern der Seitenflügel der Ludwig-Maximilians-Universität München
- um 1912: Fassadenschmuck am Neuen Rathaus in Bremen
- 1913: Sphingen östlich und westlich am Botanischen Instituts in München, Menzingerstraße 67[5]
- um 1914?: Putten am Vorwerk des Gutes Schwaighof bei Augsburg
- 1914: Bildhauerarbeiten am Geschäftshaus Zum Schönen Turm in München, Kaufingerstraße
- 1922: Denkmal für Gabriel von Seidl in Pullach (mit säulenartig stilisierter Sandstein-Figur des Hl. Georg)
- 1928: Schüleinbrunnen in München (Becken mit Säule und Figur)

## Schriften
- (mit Heinrich Ernst Kromer): Münchener Architektur-Plastik. Verlag P. Klostermann, München 1908.
- Grabmalkunst. 30 Entwürfe. Verlag E. Pohl, München 1921.
- Julius Seidler. Aus der Werkstätte des Künstlers. (mit einem Text von Georg Jakob Wolf) Verlag F. Bruckmann, München 1927.